# Ургакш (река)

Ургакш — река в России, протекает в Советском районе Республики Марий Эл. Устье реки находится в 19 км по левому берегу (в Государственном водном реестре ошибочно указано по правому берегу) реки Шуля. Длина реки составляет 16 км, площадь водосборного бассейна 56,7 км².
Исток реки у деревни Гари в 12 км к северу от посёлка Советский. Река течёт на юг, протекает деревни Старый Ургакш и Новый Ургакш. Ниже течёт в 2 км к западу от посёлка Советский, здесь на реке стоит крупный посёлок Ургакш, ниже которого река впадает в Шулю.

## Данные водного реестра
По данным государственного водного реестра России относится к Верхневолжскому бассейновому округу, водохозяйственный участок реки — Волга от Чебоксарского гидроузла до города Казань, без рек Свияга и Цивиль, речной подбассейн реки — Волга от впадения Оки до Куйбышевского водохранилища (без бассейна Суры). Речной бассейн реки — (Верхняя) Волга до Куйбышевского водохранилища (без бассейна Оки).
По данным геоинформационной системы водохозяйственного районирования территории РФ, подготовленной Федеральным агентством водных ресурсов:
- Код водного объекта в государственном водном реестре — 08010400712112100001326
- Код по гидрологической изученности (ГИ) — 112100132
- Код бассейна — 08.01.04.007
- Номер тома по ГИ — 12
- Выпуск по ГИ — 1